# Moše Mizrachi
Moše Mizrachi (hebrejsky משה מזרחי‎, 20. září 1950 Tiberias – 11. prosince 2022) byl izraelský politik a policejní důstojník, poslanec Knesetu za Izraelskou stranu práce.

## Biografie
Narodil se ve městě Tiberias jako sedmé z osmi dětí starousedlé rodiny. Otec mu zemřel, když Mošemu bylo sedm let. Od mládí byl členem organizací napojených na stranu práce. Od listopadu 1968 sloužil v izraelské armádě v Brigádě Golani. Při výcviku přišel o pravé oko a byl propuštěn z armády jako veterán. Na Telavivské univerzitě následně absolvoval studium práv. Od března 1976 pak pracoval v Izraelské policii. V letech 1986–1989 byl hlavním policejním vyšetřovatelem v okrsku Jarkon, v letech 1991–1992 velitel v Jaffě. V roce 1992 se stal zástupcem velitele v okrsku Ajalon a v letech 1993–1995 velitelem policie v distriktu Judea a Samaří. V září 1995 byl jmenován velitelem policejní akademie. V období let 1997–2001 zastával post náčelníka pro mezinárodní vyšetřování a od roku 2001 byl vrchním policejním vyšetřovatelem. V této funkci čelil aféře, kdy byl podezřelý ze zneužití odposlechů v rámci vyšetřování kauz politika Avigdora Liebermana. Ze své funkce byl odvolán a do odchodu do výslužby v roce 2006 pracoval na postu ředitele odboru civilní stráže. Věnoval se pak publicistice, přispíval do listu Jisra'el ha-jom. Byl ženatý, měl pět dětí. Žil ve městě Šoham.
Do Izraelské strany práce se zapojil krátce poté, co její dosavadní předseda Ehud Barak oznámil v roce 2011 odchod ze strany a založení vlastního subjektu. V reakci na to několik významných osobností izraelského veřejného života, včetně Mizrachiho (ale také dalšího pozdějšího poslance Erela Margalita), deklarovalo ambici oživit oslabenou stranu práce. Ve volbách v roce 2013 pak byl za Izraelskou stranu práce zvolen do Knesetu.